# Mieke Grypdonck
Mieke Grypdonck (Gent, 20 januari 1946) is een Vlaams hoogleraar en wordt gezien als grondlegster van de richting integrerende verpleegkunde. Ze studeerde in het Verenigd Koninkrijk en de Verenigde Staten en promoveerde als eerste verpleegkundige op het Europese vasteland in 1980. Ze was hoogleraar zowel in Gent, Leuven als in Utrecht en ging op 1 oktober 2009 met emeritaat. Dankzij haar kennis en kunde is verpleegkunde een volwaardige wetenschappelijke richting geworden aan diverse Vlaamse en Nederlandse universiteiten.
Grypdonck is Officier in de Orde van Oranje-Nassau en de derde verpleegkundige die de Penning van Verdienste ontving.

## Publicaties
- Er zijn en blijven. Presentie in de palliatieve zorg. Pastorale Nieuwsbrief 134, 31-39.
- Dokters- of verpleegkundige stoel? Mediator, juni 2007, 18:4, pp. 12-13.
- The identification of older nursing home residents vulnerable for deterioration of grade 1 pressure ulcers., Journal of clinical nursing 2009;18(21):3050-8.
- Perceptions of nurses in nursing homes on the usage of benzodiazepines., Journal of clinical nursing 2009;18(22):3098-106.
- Effective interaction with patients with schizophrenia: qualitative evaluation of the interaction skills training programme., Perspectives in psychiatric care 2009;45(4):254-61.
- Verpleegkunde en presentie, Prof. Dr. A. Baart en Prof. Dr. M. Grypdonck, Uitgeverij Lemma, 2008, ISBN 978-90-5931-085-8

Citaat
- "In Nederland is te veel tolerantie en te weinig intellectuele discussie". (Bron: Tijdschrift voor Verpleegkundigen - 2005 nr. 9)